# Tetsuzō Iwamoto
Tetsuzō Iwamoto (岩本徹三?, Iwamoto Tetsuzō; Karafuto, 15 giugno 1916 – Masuda, 20 maggio 1955) è stato un militare e aviatore giapponese, uno dei più grandi piloti da caccia dell'Impero giapponese durante la seconda guerra mondiale.
Il suo totale di vittorie confermate è stimato in circa 80 aerei nemici abbattuti. 
 Iwamoto è stato uno dei pochi aviatori giapponesi a combattere in Cina, sull'Oceano Indiano e sul Pacifico. Prima della fine della guerra, prestò servizio come Chutai (comandante di squadriglia) nella Dai-Nippon Teikoku Kaigun Kōkū Hombu, la componente aerea della marina imperiale giapponese, e come istruttore di volo.

## Biografia

### La giovinezza
Nacque il 15 giugno 1916 a Karafuto, nell'omonima prefettura dell'isola di Sachalin, oggigiorno amministrativamente parte della Russia ma a quel tempo in territorio giapponese.
Dopo gli studi primari, nei primi anni trenta si diplomò a Masuda, prefettura di Shimane, nella locale scuola superiore di agricoltura e selvicoltura decidendo però di intraprendere una diversa attività e preferendo la carriera militare al lavoro agricolo.
Nel giugno 1934 entrò nella marina imperiale con l'intenzione di diventare un pilota, e frequentò il 34º corso d'addestramento, che superò nel dicembre 1936.

### La carriera militare
Nel 1938, durante la seconda guerra sino-giapponese, si trovava in Cina assegnato al 12 Kokutai. Pilotando il caccia Mitsubishi A5M fu impegnato ripetutamente in combattimenti aerei, e il 25 febbraio 1938 divenne il primo pilota giapponese ad ottenere cinque vittorie aeree nello stesso giorno a spese di tre caccia Polikarpov I-15 e due I-16. Rivendicò inoltre l'abbattimento di altri quattro caccia Polikarpov in un singolo combattimento il 29 aprile, sopra Hangzhou.
Al rientro in Giappone risultava il pilota con il maggior numero di abbattimenti: 14 vittorie in 82 missioni di combattimento. Più tardi prestò servizio a bordo della portaerei Zuikaku, dal 1941 fino alla fine del 1942.
Dopo l'entrata in guerra dell'Impero giapponese abbatté quattro aerei della Royal Air Force durante il raid su Trincomalee, Ceylon, il 9 aprile 1942, e due durante la battaglia del Mar dei Coralli, l'8 maggio. Nel novembre del 1943 fu assegnato al 204° Ki, nella base di Rabaul, nelle Isole Salomone, e qui rivendicò l'abbattimento di 15 aerei più cinque probabili nel solo primo mese di combattimenti. Questo totale includeva due Lockheed P-38 Lightning, due Bell P-39 Airacobra e tre Curtiss SB2C Helldiver il 20 novembre, e due F4U Corsair e quattro bombardieri il 10 dicembre.
Alla fine del febbraio 1944, aggiunte altre 25 vittorie al suo totale, venne evacuato a Truk, per volare con il 253° Kokutai. Qui, il 6 maggio, egli abbatté cinque bombardieri quadrimotori Consolidated B-24 Liberator, che distrusse sganciando una bomba al fosforo sulla loro formazione. 
Dopo un'ulteriore vittoria, ritornò in Giappone, dove ottenne una promozione.
Nell'ottobre 1944 era di stanza nelle Filippine con il 252° Ku, ma lì non ottenne altre vittorie. Durante il corso del 1945 fu impegnato nella difesa della madrepatria, volando con il 203° Ku, rivendicando altre 23 vittorie nel periodo febbraio-aprile 1945. Anche in questo periodo ottenne multipli abbattimenti: quattro F4U Corsair e tre altri caccia nell'area di Kantō, il 16 febbraio; tre F6F Hellcat e tre F4U Corsair al largo di Okinawa, sopra la nave da battaglia Yamato che stava affondando, il 6 aprile. Nove giorni dopo, il 15 aprile, abbatteva altri quattro F6F Hellcat, e ancora tre F4U Corsair – sempre al largo di Okinawa – alla fine di aprile.
Il totale dei suoi abbattimenti assommerebbe – secondo alcuni autori – a 94, incluse molte vittorie aeree probabili, ma il numero delle vittorie confermate dovrebbe essere approssimativamente di 80.
Come molti veterani giapponesi, anche Iwamoto pare soffrisse di depressione, dopo la guerra.

### Il dopoguerra
A differenza di altri assi nipponici, Iwamoto non coltivò amicizie con piloti alleati. Anche se non venne considerato criminale di guerra dalle forze di occupazione alleate, all'asso nipponico venne precluso l'accesso agli impieghi pubblici. Anche i manager di imprese e industrie private della sua città non vollero dargli lavoro.
Iwamoto visse in gravi ristrettezze finché non venne tenuta la Conferenza di San Francisco e le forze dei occupazione non lasciarono il Giappone, nella primavera del 1952.
Nel 1952 ottenne finalmente un lavoro alla fabbrica tessile di Masuda Daiwa Bouseki (ribattezzata "Daiwabo" Co., Ltd, 大和紡績 ). Tuttavia, nell'estate 1953, si ammalò allo stomaco. Gli venne diagnosticata prima un'enterite che poi si scoprì essere un'appendicite.
Dopo una serie di operazioni, lamentò un mal di schiena. I dottori decisero di operarlo ancora. Per cause ignote, gli furono asportate tre o quattro costole senza anestesia. Dopo quest'operazione, si sviluppò una setticemia. Disse a sua moglie: «Quando guarirò, voglio tornare a volare!», ma morì poco dopo, il 20 maggio 1955.